# 발드마른주의 캉통
프랑스 발드마른주에는 총 25개의 캉통이 속해 있다. 2015년 3월 행정구역 총개편으로 인해 현재는 다음과 같이 설치되어 있다.
- 알포르빌
- 카샹
- 샹피니쉬르마른 1
- 샹피니쉬르마른 2
- 샤랑통르퐁
- 슈아지르루아
- 크레테유 1
- 크레테유 2
- 퐁트네수부아
- 르에이레로즈
- 이브리쉬르센
- 르크랑랭비세트르
- 메종잘포르
- 노장쉬르마른
- 오를리
- 플라토브리아르
- 생모르데포세 1
- 생모르데포세 2
- 티에
- 빌레쥐프
- 빌뇌브생조르주
- 빌리에르쉬르마른
- 뱅센
- 비트리쉬르센 1
- 비트리쉬르센 2